# إغناثيو ألفاريز توماس
إغناثيو ألفاريز توماس (بالإسبانية: Ignacio Álvarez Thomas) هو دبلوماسي وجندي وسياسي أرجنتيني وبيروفي، ولد في 15 فبراير 1787 في أريكيبا في بيرو، وتوفي في 9 يوليو 1857 في بوينس آيرس في الأرجنتين بسبب سل. انتخب رئيس الأرجنتين.